# Benevento Calcio 2020-2021
Questa voce raccoglie le informazioni riguardanti il Benevento Calcio nelle competizioni ufficiali della stagione 2020-2021.

## Stagione
La squadra giallorossa partecipa ad un campionato di serie A per la seconda volta della sua storia, dopo l'esperienza nella stagione 2017-2018, stavolta promossa da vincitrice della serie B 2019-2020. Prima dell'inizio delle competizioni, la squadra affronta la Reggina e la Lazio in due amichevoli: il 12 settembre, con i calabresi ospiti al Vigorito, Moncini realizza il primo gol stagionale, anche se non ufficiale, pareggiando dopo un minuto il precedente vantaggio granata; segue il gol di Improta, a decretare la vittoria giallorossa, che arriva insieme alla notizia di negatività al tampone per il presidente Vigorito, a rischio COVID per contatti nei giorni precedenti. Il 19 settembre è la volta degli stregoni all'Olimpico, ospiti della Lazio in un derby tra i fratelli Inzaghi: l'ultimo test prima di inizio campionato si conclude a porte inviolate.
La prima sfida per la squadra si ha il 30 settembre contro l'Inter, in una prima di campionato particolare, che dura 11 giorni per gli impegni che hanno coinvolto alcune squadre fino a poco prima dell'inizio della stagione; e il Benevento gioca così come prima partita la 2ª giornata contro la Sampdoria, riuscendo ad espugnare Marassi dopo aver rimontato il 2-0 dei primi 20 minuti e vincendo per 2-3 con un gol negli ultimi minuti. L'inizio del campionato si rivela tutto sommato solido per il Benevento, che perde solo contro l'Inter in casa per 2-5 e vince invece contro il Bologna per 1-0: ottiene così la seconda vittoria nelle prime tre partite, un miglioramento significativo dalla sua precedente stagione in Serie A tre anni prima, nella quale terminò il girone d'andata con solo quattro punti (un pareggio e una vittoria). Nonostante metta in difficoltà il Napoli nel derby perso 1-2, segnato dai fratelli Lorenzo e Roberto Insigne, che segnano entrambi in due squadre opposte (Roberto segna il vantaggio del Benevento e Lorenzo il gol del momentaneo pareggio), una serie di quattro sconfitte consecutive rende evidenti i limiti della squadra. Nelle successive sette partite, i giallorossi ottengono dodici punti, frutto di tre vittorie contro Fiorentina (0-1), Genoa (2-0) e Udinese (0-2), di cui due consecutive, tre pareggi contro Juventus (1-1), Lazio (1-1) e Parma (0-0), e solo una sconfitta contro il Sassuolo (1-0); con soli tre gol subiti, i sanniti salgono al decimo posto, e dopo la sconfitta in casa contro il Milan per 0-2, la vittoria in rimonta per 1-2 contro il Cagliari li conduce a -2 dall'ottavo posto. Dopo due sconfitte per 4-1 contro il Crotone fuori casa e l'Atalanta in casa, i giallorossi subiscono una rimonta contro il Torino da un doppio vantaggio, pareggiando 2-2, terminando così il girone d'andata con un buon piazzamento, un undicesimo posto con 22 punti, frutto di sei vittorie, quattro pareggi e nove sconfitte, e a +8 sul terzultimo posto del Torino stesso.
Nel girone di ritorno, nonostante l'inattesa vittoria per 0-1 sulla Juventus e il pareggio contro la Roma, i giallorossi, anche a causa di infortuni di giocatori importanti, incappano in una crisi di gioco e di risultati, con solo otto punti in diciassette partite, e dopo essere stati rimontati sul pareggio per 1-1 nello scontro diretto contro un Crotone in dieci, il Benevento, dopo la penultima giornata, retrocede con una giornata d'anticipo dopo il pareggio del Torino nella sfida contro la Lazio, posticipata a maggio. In generale, un girone di ritorno disastroso con solo dieci punti, frutto della sola vittoria contro la Juventus e sette pareggi, condanna la squadra che aveva dominato la precedente stagione in B a una retrocessione inaspettata, rendendo vani i buoni risultati del girone d'andata.

## Divise e sponsor
Gli sponsor tecnici per il 2020-2021 sono Kappa, per la seconda stagione, e G&G Sport, mentre lo sponsor ufficiale è ancora I.V.P.C. del patron Vigorito. Dopo l'iniziale indiscrezione sul novello carattere adottato da tutte squadre nella stagione, la società, a causa della contestuale situazione del COVID-19, decide di presentare le nuove maglie senza una vera e propria cerimonia ma tramite un video sui suoi canali social in cui compaiono il capitano Maggio, i neoacquisti Glik e Lapadula e Nicolas Viola ad indossare le nuove divise, pubblicato il 15 settembre. Queste appaiono così rinnovate: il classico kit casalingo giallorosso si presenta con più righe e più strette ad esaltare il contrasto tra i due colori, con una presenza più accentuata del rosso sul dorso, insieme ai classici calzoncini e calzettoni neri; le altre maglie invece cambiano importanza e ordine rispetto al nero e all'azzurro dell'anno precedente, con il kit per le trasferte che vede tornare una maglia bianca, quest'anno con strisce gialle e rosse sfumate e incrociate e completo a tinte uniche, la terza maglia azzurro-grigia con colletto e bordi di azzurro (colore tenuto in considerazione come per il 90° nell'anno precedente, in cui si richiamava l'azzurro della prima maglia del 1929 in onore di casa Savoia) ed una nuova quarta maglia, con fantasia giallo-rossa su sfondo nero.
| Casa | Trasferta | Terza divisa | Quarta divisa |

## Organigramma societario
Area direttiva
- Presidente: Oreste Vigorito
- Amministratore delegato: Ferdinando Renzulli
- Direttore sportivo: Pasquale Foggia
- Team manager: Alessandro Cilento
- Segretario generale: Antonino Trotta
- Segreteria: Christian De Guglielmo
- Contabilità: Maurizio Romano

Area comunicazione
- Responsabile comunicazione: Iris Travaglione
- Responsabile marketing e social: Alberto Maria Zito
- Social media officer: Stefano Ferrara
- Concessionaria pubblicità: Ottomedia Srl – Fabio Siniscalchi
- Responsabile sistemi informatici: Mirko Siciliano
- Responsabile biglietteria e SLO: Domenico Cinelli
- Delegato alla sicurezza: Francesco Furno
- Vice delegato alla sicurezza: Marciano D'Avino

Area tecnica
- Allenatore: Filippo Inzaghi
- Allenatore in seconda: Maurizio D'Angelo
- Preparatore dei portieri: Gaetano Petrelli
- Preparatori atletici: Luca Alimonta, Daniele Cenci
- Collaboratori tattici e match analyst: Simone Baggio, Simone Bonomi
- Responsabile magazzinieri: Gaetano Addazio
- Magazziniere: Luigi Di Matteo
- Magazziniere: Nicola Santillo[13]

Area sanitaria
- Responsabile sanitario: Franco De Cicco
- Medico sociale: Stefano Salvatori, Raffaele Fuiano
- Osteopata: Giuseppe Nota
- Fisioterapisti: Ernesto Galliano, Luca Lepore, Simone Sigillo, Claudio Patti

## Rosa
Rosa tratta dal sito internet ufficiale della società. Aggiornata al 3 agosto 2020.
| N. |                         | Ruolo | Calciatore                  |
| -- | ----------------------- | ----- | --------------------------- |
| 1  | Italia (bandiera)       | P     | Lorenzo Montipò             |
| 2  | Italia (bandiera)       | D     | Francesco Rillo             |
| 3  | Italia (bandiera)       | D     | Gaetano Letizia             |
| 4  | Italia (bandiera)       | C     | Lorenzo Del Pinto           |
| 5  | Italia (bandiera)       | D     | Luca Caldirola              |
| 6  | Ghana (bandiera)        | C     | Abdallah Basit              |
| 7  | Argentina (bandiera)    | A     | Adolfo Gaich                |
| 8  | Colombia (bandiera)     | C     | Andrés Tello                |
| 9  | Perù (bandiera)         | A     | Gianluca Lapadula           |
| 10 | Italia (bandiera)       | C     | Nicolas Viola               |
| 11 | Italia (bandiera)       | D     | Christian Maggio (capitano) |
| 12 | Italia (bandiera)       | P     | Nicolò Manfredini           |
| 13 | Italia (bandiera)       | D     | Alessandro Tuia             |
| 14 | Burkina Faso (bandiera) | C     | Bryan Dabo                  |
| 15 | Polonia (bandiera)      | D     | Kamil Glik                  |
| 16 | Italia (bandiera)       | A     | Riccardo Improta            |
| 17 | Italia (bandiera)       | A     | Gianluca Caprari            |
| 18 | Belgio (bandiera)       | D     | Daam Foulon                 |

| N. |                           | Ruolo | Calciatore             |
| -- | ------------------------- | ----- | ---------------------- |
| 19 | Italia (bandiera)         | A     | Roberto Insigne        |
| 20 | Italia (bandiera)         | A     | Giuseppe Di Serio      |
| 21 | Italia (bandiera)         | A     | Gabriele Moncini       |
| 22 | Italia (bandiera)         | P     | Igor Lucatelli         |
| 23 | Italia (bandiera)         | D     | Luca Antei             |
| 24 | Italia (bandiera)         | D     | Massimo Volta          |
| 25 | Italia (bandiera)         | A     | Marco Sau              |
| 26 | Costa d'Avorio (bandiera) | C     | Siriki Sanogo          |
| 27 | Italia (bandiera)         | D     | Fabio Depaoli          |
| 28 | Italia (bandiera)         | C     | Pasquale Schiattarella |
| 29 | Moldavia (bandiera)       | C     | Artur Ioniță           |
| 30 | Italia (bandiera)         | C     | Davide Masella         |
| 44 | Spagna (bandiera)         | A     | Iago Falque            |
| 56 | Finlandia (bandiera)      | C     | Përparim Hetemaj       |
| 58 | Italia (bandiera)         | D     | Christian Pastina      |
| 80 | Italia (bandiera)         | P     | Piergraziano Gori      |
| 88 | Ghana (bandiera)          | C     | Amadou Diambo          |
| 93 | Italia (bandiera)         | D     | Federico Barba         |

## Calciomercato

### Sessione estiva(dal 01/09 al 05/10)
| Acquisti         | Acquisti            | Acquisti         | Acquisti               |
| R.               | Nome                | da               | Modalità               |
| ---------------- | ------------------- | ---------------- | ---------------------- |
| D                | Federico Barba      | Chievo           | riscatto cartellino    |
| D                | Jean-Claude Billong | Salernitana      | fine prestito          |
| D                | Gianluca Di Chiara  | Perugia          | fine prestito          |
| D                | Daam Foulon         | Waasland-Beveren | definitivo (0,5 mln €) |
| D                | Kamil Glik          | Monaco           | definitivo (3 mln €)   |
| D                | Bryan Dabo          | Fiorentina       | definitivo             |
| C                | Guilherme           | Yeni Malatyaspor | fine prestito          |
| C                | Artur Ioniță        | Cagliari         | definitivo (1 mln €)   |
| A                | Samuel Armenteros   | Crotone          | fine prestito          |
| A                | Iago Falque         | Torino           | prestito               |
| A                | Pietro Iemmello     | Perugia          | fine prestito          |
| A                | Gianluca Caprari    | Sampdoria        | prestito               |
| A                | Gianluca Lapadula   | Genoa            | definitivo (4 mln €)   |
| Altre operazioni |                     |                  |                        |
| R.               | Nome                | da               | Modalità               |

| Cessioni         | Cessioni            | Cessioni    | Cessioni                        |
| R.               | Nome                | a           | Modalità                        |
| ---------------- | ------------------- | ----------- | ------------------------------- |
| D                | Luca Antei          | Pescara     | prestito                        |
| D                | Jean-Claude Billong | Hatayspor   | definitivo                      |
| D                | Gianluca Di Chiara  | Perugia     | riscatto cartellino (0,5 mln €) |
| D                | Bright Gyamfi       | Reggiana    | definitivo                      |
| C                | Guilherme           | Trabzonspor | prestito                        |
| C                | Oliver Kragl        | Ascoli      | prestito                        |
| C                | Dejan Vokić         | Pescara     | prestito                        |
| A                | Samuel Armenteros   |             | svincolato                      |
| A                | Massimo Coda        | Lecce       | svincolato                      |
| Altre operazioni |                     |             |                                 |
| R.               | Nome                | a           | Modalità                        |

### Sessione invernale(dal 04/01 al 01/02)
| Acquisti         | Acquisti        | Acquisti   | Acquisti      |
| R.               | Nome            | da         | Modalità      |
| ---------------- | --------------- | ---------- | ------------- |
| D                | Luca Antei      | Pescara    | fine prestito |
| D                | Fabio Depaoli   | Sampdoria  | prestito      |
| A                | Adolfo Gaich    | CSKA Mosca | prestito      |
| Altre operazioni |                 |            |               |
| R.               | Nome            | da         | Modalità      |
| D                | Francesco Rillo | Fano       | fine prestito |
| C                | Amadou Diambo   | Pescara    | prestito      |

| Cessioni         | Cessioni          | Cessioni  | Cessioni   |
| R.               | Nome              | a         | Modalità   |
| ---------------- | ----------------- | --------- | ---------- |
| D                | Christian Maggio  | Lecce     | svincolato |
| D                | Massimo Volta     | Pescara   | prestito   |
| C                | Lorenzo Del Pinto | Reggiana  | definitivo |
| Altre operazioni |                   |           |            |
| R.               | Nome              | a         | Modalità   |
| D                | Francesco Rillo   | Casertana | prestito   |
| C                | Abdallah Basit    | Pescara   | prestito   |

## Risultati

### Serie A

#### Girone di andata
| Arbitro: | Piccinini (Forlì) |

|                  |           |                                                        |
| Caprari 34’, 76’ | Marcatori | 1’, 28’ Lukaku 25’ Gagliardini 42’ Hakimi 71’ Martínez |

| Arbitro: | Dionisi (L'Aquila) |

|                            |           |                                |
| Quagliarella 8’ Colley 18’ | Marcatori | 33’, 72’ Caldirola 88’ Letizia |

| Arbitro: | Sozza (Seregno) |

|              |           |  |
| Lapadula 66’ | Marcatori |  |

| Arbitro: | Ayroldi (Molfetta) |

|                                                        |           |                         |
| Pedro 31’ Džeko 35’, 77’ Veretout 69’ (rig.) Pérez 89’ | Marcatori | 5’ Caprari 55’ Lapadula |

| Arbitro: | Doveri (Roma) |

|                |           |                            |
| R. Insigne 30’ | Marcatori | 60’ L. Insigne 67’ Petagna |

| Arbitro: | Sacchi (Macerata) |

|                            |           |              |
| Barák 17’, 63’ Lazović 77’ | Marcatori | 56’ Lapadula |

| Arbitro: | Aureliano (Bologna) |

|  |           |                           |
|  | Marcatori | 29’ Pobega 65’, 70’ Nzola |

| Arbitro: | Ghersini (Genova) |

|  |           |             |
|  | Marcatori | 52’ Improta |

| Arbitro: | Pasqua (Tivoli) |

|               |           |            |
| Letizia 45+3’ | Marcatori | 21’ Morata |

| Parma 6 dicembre 2020, ore 15:00 CET 10ª giornata | Parma             | 0 – 0 referto | Benevento | Stadio Ennio Tardini (0 spett.)\| Arbitro: \| Sacchi (Macerata) \| |
| Arbitro:                                          | Sacchi (Macerata) |               |           |                                                                    |

| Arbitro: | Sozza (Seregno) |

|                   |           |  |
| Berardi 8’ (rig.) | Marcatori |  |

| Arbitro: | Pairetto (Nichelino) |

|                   |           |              |
| Schiattarella 45’ | Marcatori | 25’ Immobile |

| Arbitro: | Giua (Olbia) |

|                               |           |  |
| R. Insigne 57’ Sau 89’ (rig.) | Marcatori |  |

| Arbitro: | Volpi (Arezzo) |

|  |           |                        |
|  | Marcatori | 9’ Caprari 77’ Letizia |

| Arbitro: | Pasqua (Tivoli) |

|  |           |                            |
|  | Marcatori | 15’ (rig.) Kessié 49’ Leão |

| Arbitro: | Abbattista (Molfetta) |

|                |           |                  |
| João Pedro 20’ | Marcatori | 41’ Sau 44’ Tuia |

| Arbitro: | Manganiello (Pinerolo) |

|         |           |                                               |
| Sau 50’ | Marcatori | 30’ Ilicic 69’ Tolói 71’ D. Zapata 86’ Muriel |

| Arbitro: | Sozza (Seregno) |

|                                        |           |            |
| Glik 4’ (aut.) Simy 29’, 54’ Vulić 65’ | Marcatori | 82’ Falque |

| Arbitro: | Giacomelli (Trieste) |

|                                  |           |                 |
| N. Viola 31’ (rig.) Lapadula 49’ | Marcatori | 51’, 90+3’ Zaza |

#### Girone di ritorno
| Arbitro: | Pasqua (Tivoli) |

|                                                |           |  |
| Improta 7’ (aut.) Martínez 57’ Lukaku 67’, 78’ | Marcatori |  |

| Arbitro: | Aureliano (Bologna) |

|             |           |           |
| Caprari 55’ | Marcatori | 80’ Keita |

| Arbitro: | Ghersini (Genova) |

|            |           |              |
| Sansone 1’ | Marcatori | 60’ N. Viola |

| Benevento 21 febbraio 2021, ore 20:45 CET 23ª giornata | Benevento            | 0 – 0 referto | Roma | Stadio Ciro Vigorito (0 spett.)\| Arbitro: \| Pairetto (Nichelino) \| |
| Arbitro:                                               | Pairetto (Nichelino) |               |      |                                                                       |

| Arbitro: | Abisso (Palermo) |

|                          |           |  |
| Mertens 34’ Politano 66’ | Marcatori |  |

| Arbitro: | Ayroldi (Molfetta) |

|  |           |                                           |
|  | Marcatori | 25’ Faraoni 34’ (aut.) Foulon 50’ Lasagna |

| Arbitro: | Fourneau (Roma) |

|           |           |           |
| Verde 71’ | Marcatori | 24’ Gaich |

| Arbitro: | Giacomelli (Trieste) |

|            |           |                                      |
| Ioniță 56’ | Marcatori | 8’, 26’, 45+1’ Vlahović 75’ Eysseric |

| Arbitro: | Abisso (Palermo) |

|  |           |           |
|  | Marcatori | 69’ Gaich |

| Arbitro: | Massa (Imperia) |

|                     |           |                    |
| Glik 23’ Ioniță 67’ | Marcatori | 55’ Kurtić 88’ Man |

| Arbitro: | Marini (Roma) |

|  |           |                  |
|  | Marcatori | 45’ (aut.) Barba |

| Arbitro: | Ghersini (Genova) |

|                                                                             |           |                                      |
| Depaoli 10’ (aut.) Immobile 20’, 90+6’ Correa 36’ (rig.) Montipò 48’ (aut.) | Marcatori | 45’ Sau 62’ (rig.) N. Viola 85’ Glik |

| Arbitro: | Pairetto (Nichelino) |

|                 |           |                                 |
| Pandev 11’, 21’ | Marcatori | 5’ (rig.) N. Viola 15’ Lapadula |

| Arbitro: | Mariani (Aprilia) |

|                                  |           |                                                   |
| N. Viola 34’ (rig.) Lapadula 83’ | Marcatori | 4’ Molina 31’ Arslan 48’ Stryger Larsen 73’ Braaf |

| Arbitro: | Calvarese (Teramo) |

|                             |           |  |
| Çalhanoğlu 6’ Hernández 60’ | Marcatori |  |

| Arbitro: | Doveri (Roma) |

|              |           |                                               |
| Lapadula 16’ | Marcatori | 1’ Lykogiannīs 64’ Pavoletti 90+3’ João Pedro |

| Arbitro: | Massa (Imperia) |

|                        |           |  |
| Muriel 22’ Pašalić 67’ | Marcatori |  |

| Arbitro: | Giacomelli (Trieste) |

|              |           |            |
| Lapadula 13’ | Marcatori | 90+3’ Simy |

| Arbitro: | Di Bello (Brindisi) |

|            |           |           |
| Bremer 29’ | Marcatori | 72’ Tello |

### Coppa Italia

#### Turni eliminatori
| Arbitro: | Pezzuto (Lecce) |

|                          |           |                                    |
| Maggio 57’ Moncini 90+2’ | Marcatori | 47’ Olivieri 61’, 66’, 86’ Mancuso |

## Statistiche

### Statistiche di squadra
Statistiche aggiornate al 23 maggio 2021.
| Competizione | Punti | In casa | In casa | In casa | In casa | In casa | In casa | In trasferta | In trasferta | In trasferta | In trasferta | In trasferta | In trasferta | Totale | Totale | Totale | Totale | Totale | Totale | DR  |
| Competizione | Punti | G       | V       | N       | P       | Gf      | Gs      | G            | V            | N            | P            | Gf           | Gs           | G      | V      | N      | P      | Gf     | Gs     | DR  |
| ------------ | ----- | ------- | ------- | ------- | ------- | ------- | ------- | ------------ | ------------ | ------------ | ------------ | ------------ | ------------ | ------ | ------ | ------ | ------ | ------ | ------ | --- |
| Serie A      | 33    | 19      | 2       | 7       | 10      | 19      | 39      | 19           | 5            | 5            | 9            | 21           | 36           | 38     | 7      | 12     | 19     | 40     | 75     | -35 |
| Coppa Italia | -     | 1       | 0       | 0       | 1       | 2       | 4       | 0            | 0            | 0            | 0            | 0            | 0            | 1      | 0      | 0      | 1      | 2      | 4      | -2  |
| Totale       | -     | 20      | 2       | 7       | 11      | 21      | 43      | 19           | 5            | 5            | 9            | 21           | 36           | 39     | 7      | 12     | 20     | 42     | 79     | -37 |

### Andamento in campionato
| Giornata  | 1 | 2 | 3 | 4 | 5  | 6  | 7  | 8  | 9  | 10 | 11 | 12 | 13 | 14 | 15 | 16 | 17 | 18 | 19 | 20 | 21 | 22 | 23 | 24 | 25 | 26 | 27 | 28 | 29 | 30 | 31 | 32 | 33 | 34 | 35 | 36 | 37 | 38 |
| --------- | - | - | - | - | -- | -- | -- | -- | -- | -- | -- | -- | -- | -- | -- | -- | -- | -- | -- | -- | -- | -- | -- | -- | -- | -- | -- | -- | -- | -- | -- | -- | -- | -- | -- | -- | -- | -- |
| Luogo     | C | T | C | T | C  | T  | C  | T  | C  | T  | T  | C  | C  | T  | C  | T  | C  | T  | C  | T  | C  | T  | C  | T  | C  | T  | C  | T  | C  | C  | T  | T  | C  | T  | C  | T  | C  | T  |
| Risultato | P | V | V | P | P  | P  | P  | V  | N  | N  | P  | N  | V  | V  | P  | V  | P  | P  | N  | P  | N  | N  | N  | P  | P  | N  | P  | V  | N  | P  | P  | N  | P  | P  | P  | P  | N  | N  |
| Posizione | 9 | 6 | 6 | 9 | 13 | 13 | 14 | 12 | 13 | 12 | 13 | 14 | 11 | 10 | 10 | 10 | 10 | 11 | 11 | 11 | 13 | 12 | 12 | 14 | 14 | 14 | 15 | 14 | 14 | 15 | 15 | 16 | 16 | 18 | 18 | 18 | 18 | 18 |

Legenda:

Luogo: C = Casa; T = Trasferta. Risultato: V = Vittoria; N = Pareggio; P = Sconfitta.

### Statistiche dei giocatori
Sono in corsivo i calciatori che hanno lasciato la società a stagione in corso.
| Giocatore        | Serie A  | Serie A | Serie A     | Serie A    | Coppa Italia | Coppa Italia | Coppa Italia | Coppa Italia | Totale   | Totale | Totale      | Totale     |
| Giocatore        | Presenze | Reti    | Ammonizioni | Espulsioni | Presenze     | Reti         | Ammonizioni  | Espulsioni   | Presenze | Reti   | Ammonizioni | Espulsioni |
| ---------------- | -------- | ------- | ----------- | ---------- | ------------ | ------------ | ------------ | ------------ | -------- | ------ | ----------- | ---------- |
| F. Barba         | 32       | 0       | 8           | 0          | 0            | 0            | 0            | 0            | 32       | 0      | 8           | 0          |
| A. Basit         | 0        | 0       | 0           | 0          | 0            | 0            | 0            | 0            | 0        | 0      | 0           | 0          |
| L. Caldirola     | 25       | 2       | 5           | 1          | 0            | 0            | 0            | 0            | 25       | 2      | 5           | 1          |
| A. Diambo        | 1        | 0       | 0           | 0          | 0            | 0            | 0            | 0            | 1        | 0      | 0           | 0          |
| G. Caprari       | 30       | 5       | 3           | 1          | 0            | 0            | 0            | 0            | 30       | 5      | 3           | 1          |
| B. Dabo          | 25       | 0       | 5           | 0          | 0            | 0            | 0            | 0            | 25       | 0      | 5           | 0          |
| L. Del Pinto     | 1        | 0       | 0           | 0          | 0            | 0            | 0            | 0            | 1        | 0      | 0           | 0          |
| F. Depaoli       | 15       | 0       | 2           | 0          | 1            | 0            | 0            | 0            | 16       | 0      | 2           | 0          |
| G. Di Serio      | 16       | 0       | 1           | 0          | 1            | 0            | 0            | 0            | 17       | 0      | 1           | 0          |
| I. Falque        | 11       | 1       | 0           | 0          | 0            | 0            | 0            | 0            | 11       | 1      | 0           | 0          |
| D. Foulon        | 23       | 0       | 4           | 0          | 1            | 0            | 0            | 0            | 24       | 0      | 4           | 0          |
| A. Gaich         | 15       | 2       | 1           | 0          | 0            | 0            | 0            | 0            | 15       | 2      | 1           | 0          |
| K. Glik          | 36       | 2       | 9           | 1          | 1            | 0            | 0            | 0            | 37       | 2      | 9           | 1          |
| P. Gori          | 0        | 0       | 0           | 0          | 0            | 0            | 0            | 0            | 0        | 0      | 0           | 0          |
| P. Hetemaj       | 31       | 0       | 5           | 0          | 1            | 0            | 0            | 0            | 32       | 0      | 5           | 0          |
| P. Iemmello      | 0        | 0       | 0           | 0          | 0            | 0            | 0            | 0            | 0        | 0      | 0           | 0          |
| R. Improta       | 34       | 1       | 7           | 0          | 1            | 0            | 1            | 0            | 35       | 1      | 8           | 0          |
| R. Insigne       | 30       | 2       | 1           | 0          | 1            | 0            | 1            | 0            | 31       | 2      | 2           | 0          |
| A. Ioniță        | 36       | 2       | 6           | 0          | 1            | 0            | 1            | 0            | 37       | 2      | 7           | 0          |
| G. Lapadula      | 37       | 8       | 2           | 0          | 0            | 0            | 0            | 0            | 37       | 8      | 2           | 0          |
| G. Letizia       | 24       | 3       | 2           | 0          | 1            | 0            | 0            | 0            | 25       | 3      | 2           | 0          |
| C. Maggio        | 8        | 0       | 1           | 0          | 1            | 1            | 0            | 0            | 9        | 1      | 1           | 0          |
| N. Manfredini    | 1        | -1      | 0           | 0          | 1            | -4           | 0            | 0            | 2        | -5     | 0           | 0          |
| G. Moncini       | 10       | 0       | 0           | 0          | 1            | 1            | 0            | 0            | 11       | 1      | 0           | 0          |
| L. Montipò       | 37       | -74     | 3           | 0          | 0            | 0            | 0            | 0            | 37       | -74    | 3           | 0          |
| C. Pastina       | 3        | 0       | 1           | 0          | 0            | 0            | 0            | 0            | 3        | 0      | 1           | 0          |
| F. Rillo         | 0        | 0       | 0           | 0          | 0            | 0            | 0            | 0            | 0        | 0      | 0           | 0          |
| S. Sanogo        | 0        | 0       | 0           | 0          | 0            | 0            | 0            | 0            | 0        | 0      | 0           | 0          |
| M. Sau           | 24       | 4       | 1           | 1          | 1            | 0            | 0            | 0            | 25       | 4      | 1           | 1          |
| P. Schiattarella | 29       | 1       | 13          | 1          | 1            | 0            | 0            | 1            | 30       | 1      | 13          | 2          |
| A. Tello         | 17       | 1       | 3           | 0          | 1            | 0            | 1            | 0            | 18       | 1      | 4           | 0          |
| A. Tuia          | 27       | 1       | 6           | 0          | 1            | 0            | 1            | 0            | 28       | 1      | 7           | 0          |
| N. Viola         | 17       | 5       | 0           | 0          | 1            | 0            | 0            | 0            | 18       | 5      | 0           | 0          |
| M. Volta         | 0        | 0       | 0           | 0          | 0            | 0            | 0            | 0            | 0        | 0      | 0           | 0          |